# 第40爆撃群
第40爆撃群（だい40ばくげきぐん）はアメリカ陸軍航空軍第20空軍、第20爆撃集団第58爆撃団隷下
の爆撃群。活動期間は1943年5月から1946年10月1日まで。

## 概要
1941年4月1日、1940年11月22日にプエルトリコで編成されたB-18の運用飛行隊第29爆撃隊、第44爆撃隊、第45爆撃隊が編成されて誕生した。1941年12月8日の日本の真珠湾攻撃の後、パナマ運河防空任務に就くためカリブ海地域で訓練を行った。訓練にはB-17とB-26が用いられた。のちカリブ海防衛の必要性の低下のため、第40爆撃群はアメリカ本土に戻って再編成され、1943年11月カンザス州プラット陸軍飛行場でB-29に改組され、第58爆撃団の指揮下に入った。プラットでは第29爆撃隊、第44爆撃隊、第45爆撃隊及び第395爆撃隊は、B-29とその新しい任務に移行訓練に従事した。1944年3月、第40爆撃群は米国を離れインドに進出、第20爆撃集団の隷下に属した。インドではヒマラヤ山脈東端を越えて成都の前進基地に燃料・爆弾など物資を輸送する「ハンプ・ミッション」に従事した。当時中国近海は日本の制海権・制空権下にあり、通行できなかったからである。この任務のためにB-29は武装をほとんど外さねばならず、飛行任務中、特に帰路は非常な危険にさらされた。「ハンプ・ミッション」は純然たる輸送任務であったにもかかわらず、戦闘任務としてカウントされたほど危険度は高かった。最初の戦闘任務は1944年6月5日に行われた。部隊はタイのバンコクで鉄道を攻撃するためにインドから離陸した。飛行距離は往復2261マイルに及び、戦争中最長の爆撃飛行となった。6月15日には1942年のドーリットル空襲以来初の日本本土爆撃となる八幡空襲に参加した。部隊はインドを拠点に活動し、中国の前進基地からビルマ、タイ、中国、日本、インドネシア、台湾、海軍施設、製鉄、航空機工場のような目標を攻撃した。1944年8月20日に八幡製鉄所攻撃にも参加している。この月にはセイロンの前進基地からパレンバン、スマトラ島港湾施設を攻撃した。
その後日本に対するさらなる攻撃のために、第21爆撃集団の麾下に移り1945年4月にテニアンに移動。都市部への焼夷弾襲撃、日本の航路に機雷を散布する飢餓作戦などに参加した。1945年5月には呉の石油貯蔵施設、名古屋工業地帯、海軍飛行機工場を攻撃した。7月24日には大阪大空襲に参加し、部隊として勲章を授与されている。8月15日終戦の日には日本領内の捕虜収容所にあった連合軍捕虜に食料や物資を投下し、航空ショーにも参加した。

## 隷下部隊
- 第25爆撃隊
- 第44爆撃隊
- 第45爆撃隊